# Ода (соба)
Ода је типично велика соба у албанској традиционалној кући намењена за госте куће.

## Употреба
Оду користе домаћин за пријем и забаву гостију. Традиционално, домаћин и гости у оди су старци и ожењени мушкарци. Све до краја 20. века женама и младићима није било дозвољено да уђу у просторију. У оди мушкарци разговарају, воде политичке расправе и певају епске песме. Током ода „седељки” историјски догађаји и традиција се преносе усмено кроз дискусије и песме.
У одама се знање преносило генерацијама кроз епске приповетке и баладе . Током 19. и 20. века — у циљу супротстављања забранама учења албанског језика — оде су се тајно користиле за школовање на албанском. Током периода Југословије многе оде су трансформисане у учионице и кућне школе да би се наставило и очувало албанско образовање.